# Faucaria bosscheana
Faucaria bosscheana es una especie de planta suculenta perteneciente a la familia de las aizoáceas. Es originaria de Sudáfrica.

## Descripción
Es una pequeña planta suculenta perennifolia que alcanza un tamaño de 3 cm de altura a una altitud de 980 metros en Sudáfrica.
Crece en forma de roseta sobre un corto tallo de raíces carnosas. Cada roseta está compuesta por entre 6 u 8 hojas decusadas y gruesas, casi semicilíndricas en la zona basal tendiendo a convertirse en aquilladas hacia la mitad, son de forma romboidal o entre espatulada y algo alargada a lanceolada, en los márgenes poseen unos aguijones cartilaginosos muy curvados hacia el interior y frecuentemente con aristas.

## Taxonomía
Faucaria bosscheana fue descrito por (A.Berger) Schwantes y publicado en Zeitschrift für Sukkulentenkunde. Berlin 2: 177. 1926.
Etimología
Faucaria: nombre genérico que deriva de la palabra fauces = "boca" en alusión al aspecto de boca que tienen las hojas de la planta.
bosscheana: epíteto
Sinonimia
- Mesembryanthemum bosscheanum A.Berger (1908) basónimo
- Faucaria albidens N.E.Br. (1927)
- Faucaria haagei Tischer
- Faucaria paucidens N.E.Br. (1931)
- Faucaria peersii L.Bolus (1937)
- Faucaria kendrewensis L.Bolus (1934)[3]